# Mydas chrysites
Mydas chrysites is een vliegensoort uit de familie van de Mydidae. De wetenschappelijke naam van de soort is voor het eerst geldig gepubliceerd in 1886 door Osten Sacken.